# Dendrobium pseudocalceolum
Dendrobium pseudocalceolum är en orkidéart som beskrevs av Johannes Jacobus Smith. Dendrobium pseudocalceolum ingår i släktet Dendrobium, och familjen orkidéer. Inga underarter finns listade i Catalogue of Life.